# Kamerun
Cet article possède un paronyme, voir Cameroun (homonymie).
1884–1916
(31 ans, 7 mois et 6 jours)
Entités précédentes :
- Émirat de l'Adamaoua
- Royaume bamoun
- Royaume de Bandjoun
- Royaume du Kanem-Bornou
- Royaume Mandara
- Royaumes dualas (akwa, bell, bèlè-bèlè et deïdo)
- Congo français
- Protectorat de la Baie d'Ambas

Entités suivantes :
- Cameroun britannique
- Cameroun français
- Afrique-Équatoriale française

Le Cameroun allemand ou Kamerun est un protectorat allemand d'Afrique occidentale allemande de 1884 à 1916. Il fait suite à l'installation des comptoirs des maisons de commerce allemandes sur les côtes du golfe de Guinée depuis les années 1860.

## Histoire

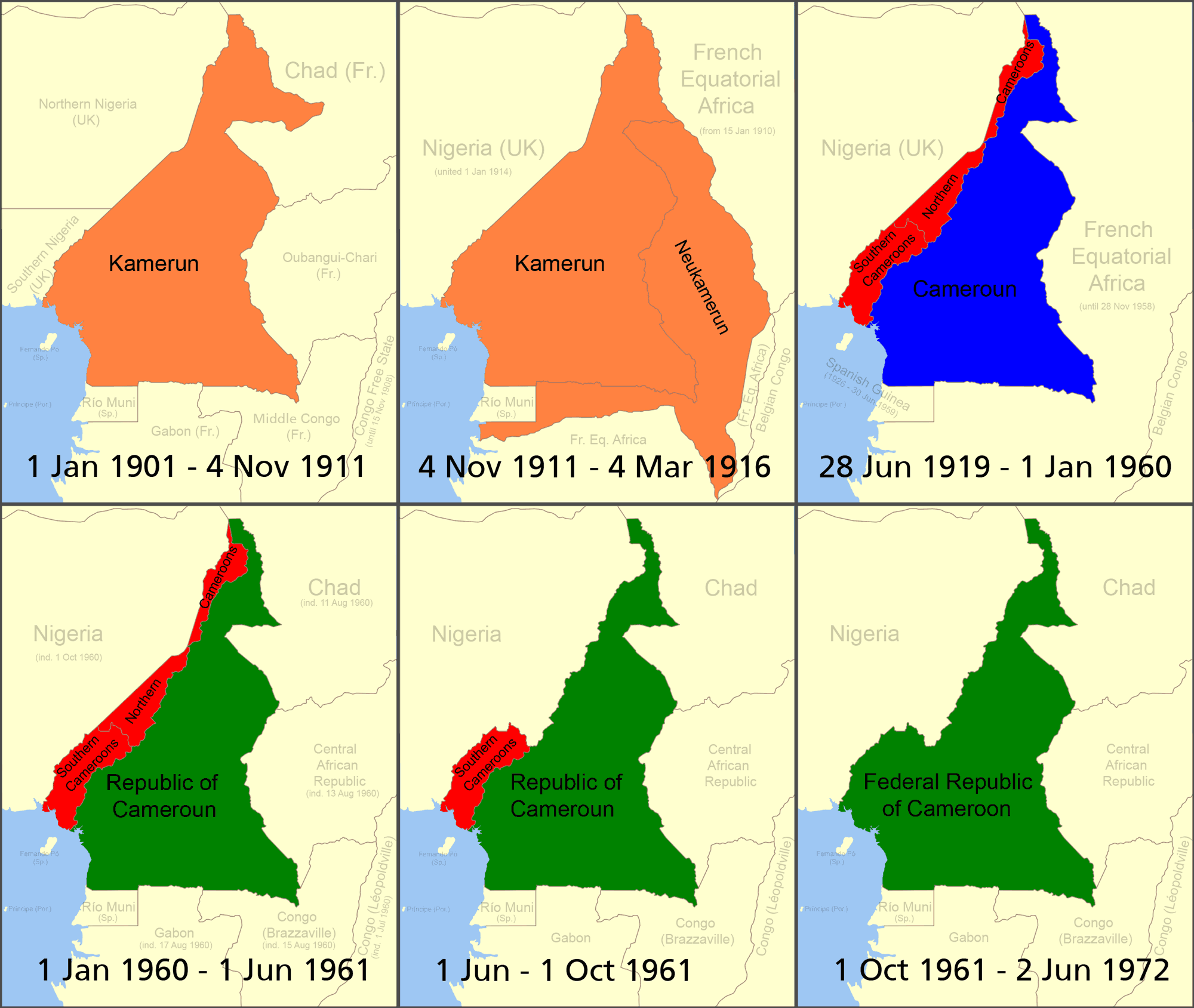
Le Cameroun au cours du temps.
Kamerun allemand
Cameroons britannique
Cameroun français
République du Cameroun

La première installation allemande dans la région remonte à la fondation d'un système postal de Douala en 1868, par la compagnie maritime C. Woermann de Hambourg. Le protectorat allemand sur cette zone est institué lors du partage de l'Afrique par l'explorateur et impérialiste allemand Gustav Nachtigal. Ce protectorat est agrandi en 1911 avec l'ajout du Neukamerun, dans le cadre du règlement du « coup d'Agadir », résolu par le traité de Fès. La superficie du territoire passe alors de 495 000 à 790 000 km2. 
Le Kamerun est conquis en 1916 par les alliés au cours de la Première Guerre mondiale. Après la guerre, le territoire est divisé par la Société des Nations en deux mandats de classe B sous administration britannique et française. Le Cameroun français et une partie du Cameroun britannique sont unifiés en 1961 et forment le Cameroun.

### Commerce allemand pré-colonial

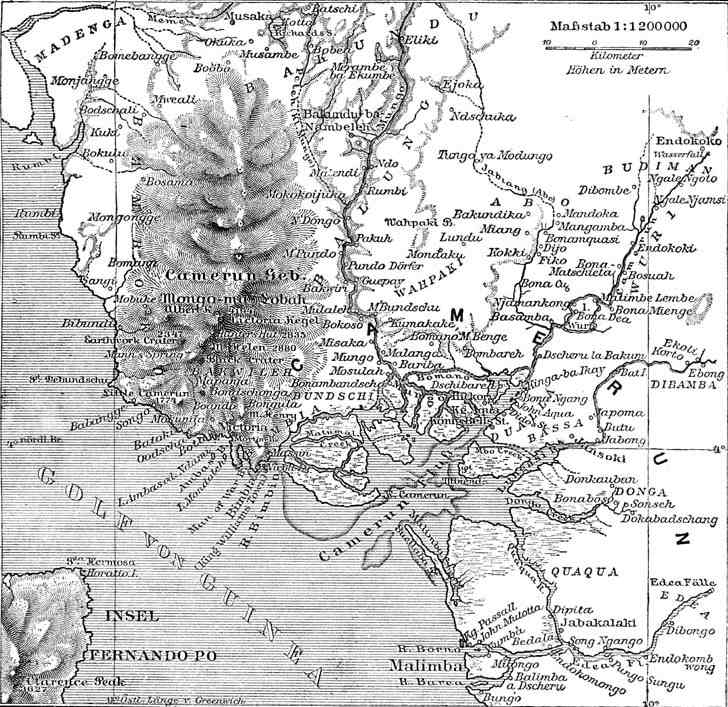
Carte allemande du Kamerun datant de 1888.

Des maisons de commerce allemandes s'installent à partir de 1862 au Gabon, parmi lesquelles celle d'Hans Woermann, dont l'agent Emil Schulz sert comme consul dans l'estuaire du Cameroun. Woermann ouvre une première factorerie à Douala en 1868. Puis la compagnie hambourgeoise Jantzen & Thormählen s'installe sur la côte en 1875. Woermann fonde une ligne de vapeurs commerciaux qui dessert les différents ports de la côte à Hambourg, puis les Britanniques viennent concurrencer les compagnies allemandes en installant des maisons de commerce. Par la suite, le docteur Gustav Nachtigal, jusqu'alors consul impérial à Tunis, est nommé par Bismarck commissaire impérial pour la côte occidentale africaine, le 19 mars 1884. Il a pour mission de défendre les intérêts commerciaux allemands, face aux autres puissances coloniales, en particulier la France et la Grande-Bretagne, et d'établir des protectorats. La partie côtière entre le delta du Niger et le Gabon, ainsi que l'île de Fernando Poo (appartenant à l'Espagne) dans le golfe du Biafra, font partie de sa zone de mission. Nachtigal hisse le drapeau allemand à Lomé et à Bagida, les 5 et 6 juillet 1884, et ensuite fait son entrée à Douala le 10 juillet 1884 à bord de la SMS Möwe, alors que la canonnière britannique Goshawk est à proximité. 

### Traité germano-douala

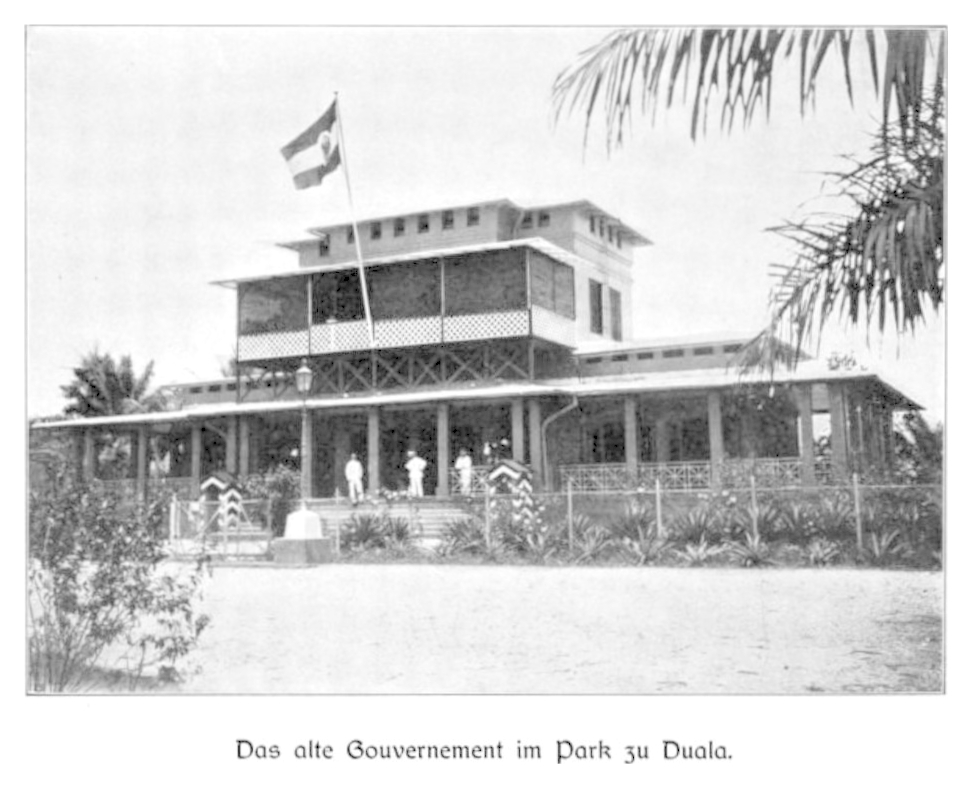
Haut-gouvernement allemand à Douala (1904).

Un traité de protectorat est négocié avec les chefs de tribus Ndumb'a Lobe (King Bell en anglais), chef des Doualas, et Ngand'a Kwa, le 11 et 12 juillet suivants. Le drapeau allemand est hissé le 14 juillet sur le nouveau protectorat. Cinq jours plus tard, le consul britannique Hewett, arrive sur les lieux à bord de la canonnière Flirt (il sera surnommé par la presse anglaise le « too-late consul »), voulant proclamer un protectorat britannique ; il ne peut que prononcer une protestation officielle contre la proclamation allemande. Les différents clans Doualas vont dès lors rivaliser entre eux, poussés par les Britanniques, si bien qu'en décembre 1884 le Konteradmiral Knorr donne l'ordre aux corvettes SMS Bismarck et SMS Olga d'y débarquer une centaine d'hommes d'équipage, pour le retour à l'ordre.

### Conférence de Berlin
Les frontières du nouveau protectorat sont fixées un an plus tard en marge de la conférence de Berlin, c'est l'acte du Congo. Des traités sont signés ensuite pour rectification de frontières le 3 mai 1885 (avec la Grande-Bretagne), le 24 décembre 1885 (avec la France), le 27 juillet 1886 (avec la Grande-Bretagne), le 2 août 1886 (avec la Grande-Bretagne), le 14 avril 1893 (avec la Grande-Bretagne), le 15 novembre 1893 (avec la Grande-Bretagne), le 15 mars 1894 (avec la France), en 1901 et 1902 (avec la France) et en 1908 (avec la France). Le territoire est agrandi en 1911 après l'apport du Nouveau-Cameroun, tandis que la partie occidentale du « Bec de Canard » est attribué à l'Afrique-Équatoriale française.
Les premières missions catholiques sont ouvertes à partir de 1890 par les pallottins allemands.

### Conquête de l'hinterland

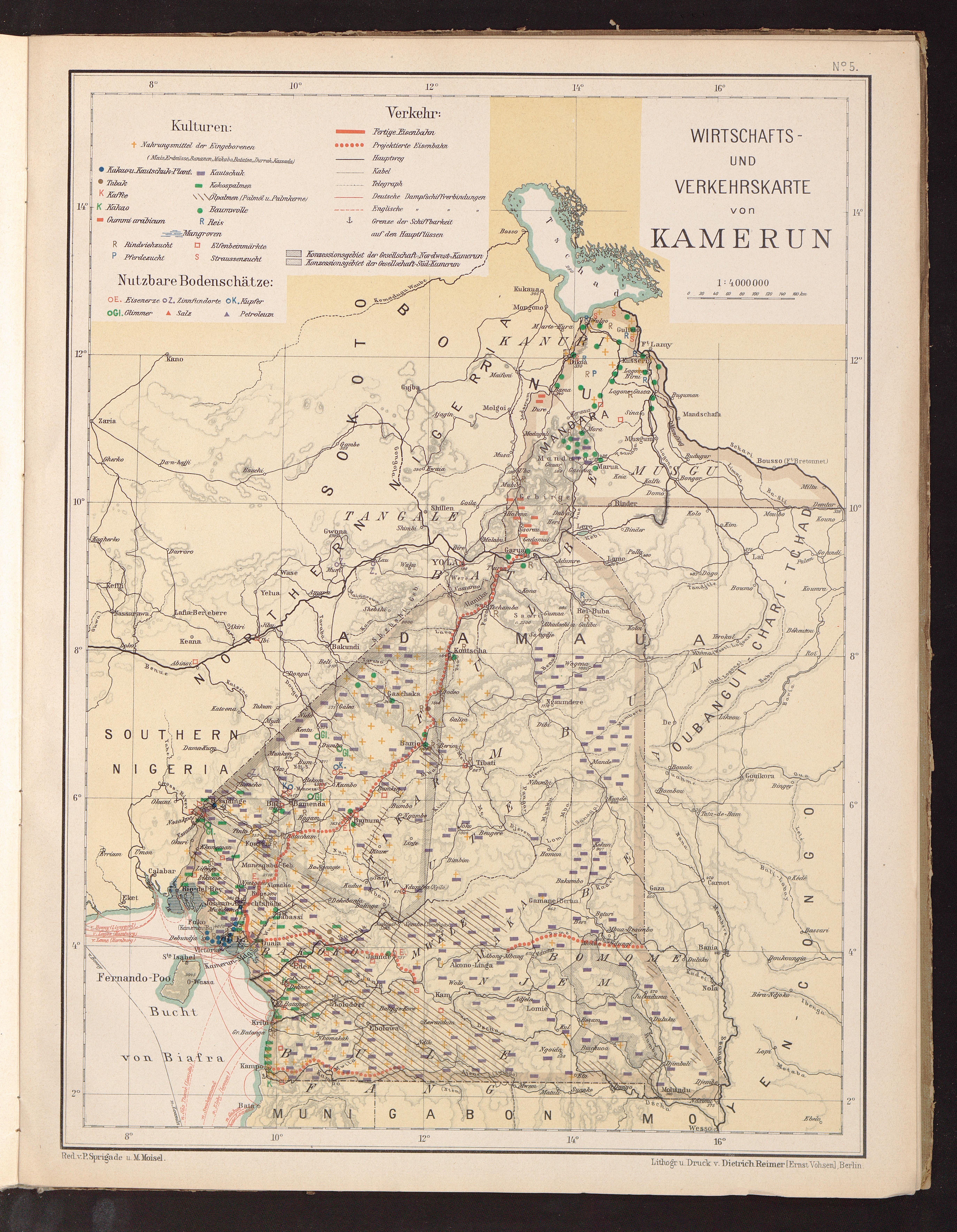
Carte du Kamerun en 1906.

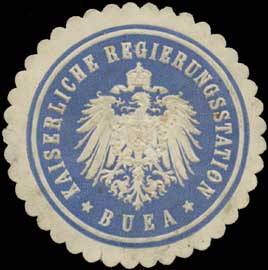
Sceau de Buea.

Les premières explorations d'importance des terres intérieures ont lieu de 1888 à 1891 sous le commandement de Richard Kund, Hans Tappenbeck et Curt Morgen. Ils explorent l'intérieur de la côte des Batangas, tandis que l'explorateur Eugen Zintgraff s'avance dans la savane du Cameroun occidental, où il fonde dans les montagnes le poste de Baliburg, à 300 km au nord-est de l'embouchure du fleuve Cameroun. Kund et Tappenbeck fondent, quant à eux, le poste de Jeundo (devenu Yaoundé) qui sera pendant toute la période allemande une base arrière importante pour le Kamerun du Sud-Est et du centre.
Le gouvernement charge le capitaine von Gravenreuth à l'été 1891 de soumettre les populations Kpés de la région de Buéa. Sa mort au cours d'émeute provoque une « pacification » qui intervient au mont Cameroun et dans le protectorat. Mais ce sont Curt Morgen et Hans Dominik qui ramènent l'ordre en 1894. Max von Stetten organise les troupes impériales coloniales la même année et met sur pied des expéditions contre les Bakokos au-delà de la Sanaga, et le capitaine von Kamptz soumet des groupes d'Ewondos et de Banés qui ont attaqué le poste de Jaunde au début de l'année 1896. Ce dernier pacifie encore le nord-est du protectorat. Il neutralise le 14 janvier 1899 Ndoumba qui est la résidence du chef de l'influente tribu des Vutes, ainsi que la région de Tibati le 9 mars suivant. Il fonde le poste militaire de Joko comme base vers les pistes du nord.
Hans Dominik part en expédition en octobre 1901, afin de traiter avec les chefs des tribus musulmanes du plateau d'Adamaoua, au nord du Kamerun. Avant que Dominik n'ait atteint ces zones de peuplement peul, le chef du poste militaire de Joko, Rudolf Cramer von Clausbruch, s'empare des villages de Ngaoundéré et de Garoua (Garua en allemand) qui représentent des bases importantes. Cela est accompli contre la volonté du gouverneur von Puttkamer. Dominik est vainqueur à Miskin-Maroua (18-21 janvier 1902) contre les troupes de l'émir Djoubayrou (de), ce qui lui ouvre le chemin du lac Tchad. L'annexion des  territoires autour du lac est effectuée au cours de l'année 1902 par le commandant des troupes coloniales du Kamerun, Curt Pavel. Elle concerne les territoires de Mandara, Bornou et le sultanat de Kotoko (en). La frontière avec la colonie anglaise du Nigeria septentrional est atteinte et précisée en 1903-1904, grâce aux expéditions du lieutenant Schultze. Elle est délimitée entre Yola et le lac Tchad.
De 1904 à 1906, se déroulent des événements belliqueux au nord-ouest du protectorat, connus dans l'histoire coloniale comme la guerre d'Aniang et la guerre de Mpawmanku, qui ont lieu le long du cours supérieur de la Cross River et de ses affluents. En 1906 et en 1910, les Makas du Haut-Nyong se soulèvent, et la rébellion de 1910 est matée avec une grande brutalité. Une des causes semble être l'effondrement du cours mondial du caoutchouc.
L'Allemagne est en particulier intéressée par le potentiel agricole du Cameroun et c'est à de grandes firmes qu'est confié le soin de l'exploiter et de l'exporter. Le chancelier Bismarck définit l'ordre des priorités comme suit : le marchand d'abord, le soldat ensuite. Ce serait en effet sous l'influence de l'homme d'affaires Adolph Woermann, dont la compagnie a implanté une maison de commerce à Douala, que Bismarck, d’abord sceptique sur l’intérêt du projet colonial, s'est laissé convaincre. De grandes compagnies commerciales allemandes (Woermann, Jantzen und Thoermalen) et compagnies concessionnaires (Sudkamerun Gesellschaft, Nord-West Kamerun Gesellschaft) s'implantent massivement dans la colonie. Laissant les grandes compagnies imposer leur ordre, l'administration se contente de les épauler, de les protéger, et d'éliminer les rébellions indigènes.

### Première Guerre mondiale
L'Allemagne ambitionne de se bâtir un grand empire africain, qui relierait, à travers le Congo, le Kamerun à ses possessions d'Afrique orientale. Le Congo belge, indique le ministre allemand des Affaires étrangères peu avant la Première guerre mondiale, est une trop grande colonie pour un trop petit pays.
En 1914, la Première Guerre mondiale qui a éclaté en Europe a donc des répercussions sur les colonies des belligérants. Le Kamerun allemand aiguise l'appétit territorial de leurs adversaires français et des Britanniques. Associés aux Belges, les deux pays imposèrent un blocus maritime à la colonie qui lui fut fatal : Douala tomba dès 1914, puis ce fut le tour de région côtière l'année suivante. Finalement, les troupes allemandes abandonnèrent la colonie dès 1916. Le territoire fut dès lors administré par un condominium franco-britannique jusqu'à la fin de la guerre. Le traité de Versailles (1919) partage l'ancienne colonie allemande en deux territoires sous mandats distincts : le Cameroun français qui englobe la plus grande partie de l'ancien territoire, et le Cameroun britannique comportant les zones situées à la lisière de leur colonie et protectorat du Nigeria.
Deux figures médicales importantes pour le traitement des maladies tropicales au Cameroun sont Hans Ziemann (1865-1939) et Philalethes Kuhn (de) (1870-1937).

## Infrastructures

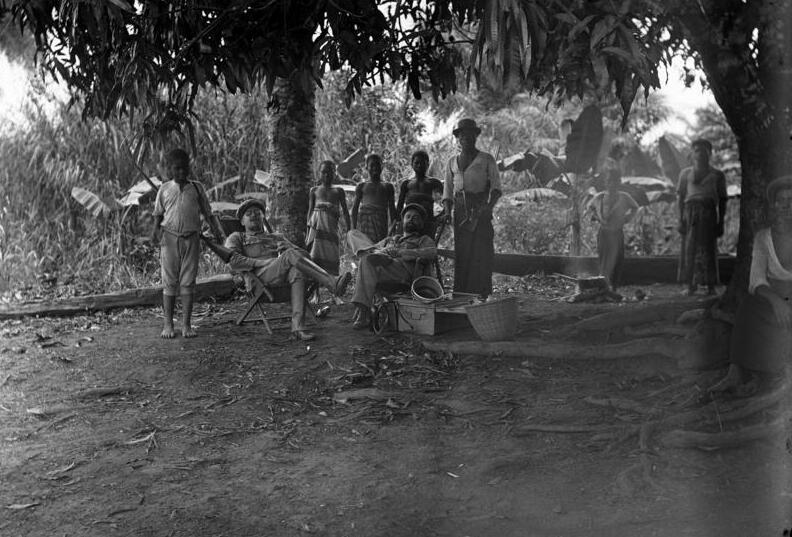
Jour de Noël 1901 dans une plantation, près du fleuve Moungo.

Le port de Douala relie la colonie à l'extérieur. Les compagnies maritimes hambourgeoises de la Hamburg America Line et de la Woermann-Linie desservent l'Afrique à l'Allemagne et des navettes sont organisées entre Douala et les petits ports de Campo, Kribi, Rio del Rey et Victoria.
Les principales voies de communication sont des pistes que l'on parcourt à pied. Les Allemands commencent donc à construire des routes et à partir de 1900 deux lignes de chemin de fer. La ligne centrale part de Douala au fleuve Nyong. En 1916, 131 kilomètres de cette ligne étaient en activité. L'autre ligne, celle du nord, part vers Manenguba. 161 kilomètres sont terminés en 1916. Le troisième projet au sud ne demeure qu'à l'état de projet, faute de financement nécessaire de la part de la métropole. Cependant de petites lignes privées construites par des compagnies de plantation, comme celle (66 kilomètres) construite par la Westafrikanische Pflanzungsgesellschaft Victoria, sont en activité. Il y a donc 500 kilomètres en activité et 2 000 en construction.
La poste a en 1911 un réseau de 37 stations et de onze stations de télégraphe qui envoient plus d'un million de lettres et 70 000 télégrammes. Un câble sous-marin relie en 1912 Monrovia au Togo et au Kamerun, afin d'assurer aux Allemands leur indépendance par rapport aux transmissions britanniques. Enfin la station de radio-télégraphie sans fil de Kamina au Togo est construite à partir de 1911.

## Administration

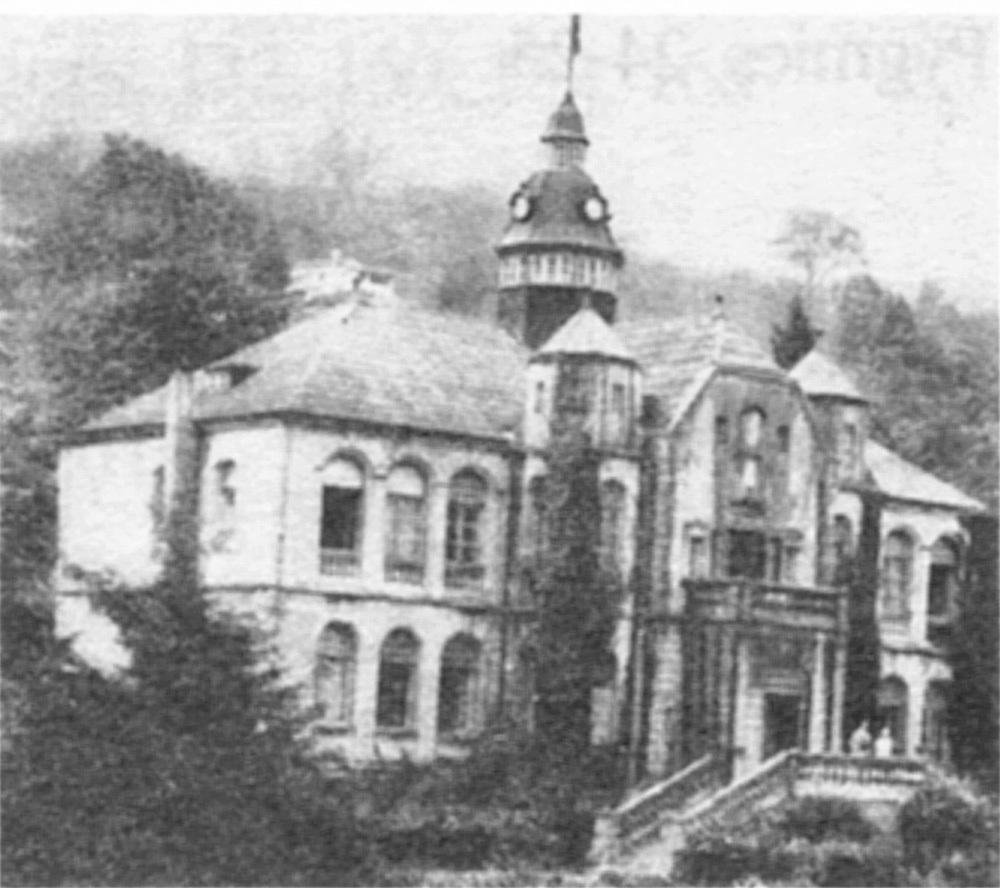
Résidence du gouverneur à Buéa.

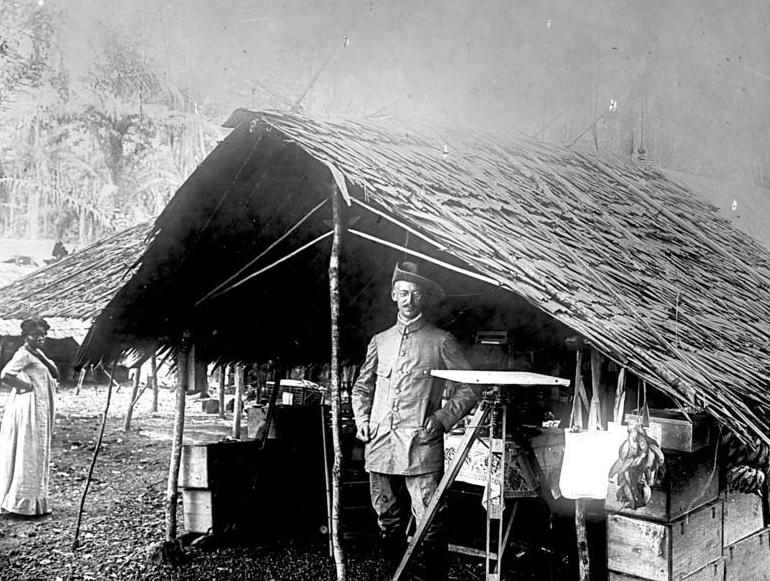
Arpenteur-géomètre allemand au Kamerun, vers 1900.

Le premier gouverneur, nommé haut-commissaire en juillet 1885, est le baron Julius von Soden qui administrait le Togoland. Le siège du gouvernement colonial se trouve à Douala de 1884 à 1901, puis à Buéa, près du mont Cameroun, de 1901 à 1916. C'est surtout le gouverneur Jesko von Puttkamer (1895–1906) qui marque la colonie en développant les infrastructures et en appuyant le développement économique. Il prend la décision de déménager l'administration coloniale à Buéa, emplacement considéré comme plus sain. Le territoire est divisé en districts, postes administratifs ou militaires, et « résidences » (Residentur), avec administration indirecte dans le nord musulman du territoire.
La colonie allemande du nord-ouest africain s'étend sur 20 districts dont ceux de Rio del Rey, Victoria, Jabassi, Johann-Albrecht-Höh, Baré, Ossidinge, Campo, Yoko (États Tikar), Bamiléké, Bamenda, Kribi, Edéa, Ebolowa, Lomié, Lolodorf, Logone oriental (Doba), Molundu-Jukaduma, Dume, Kam, la station de Sanga-Ngoko (Mouloundou), le territoire militaire de Yaoundé (Jaunde en allemand) et Banjo. Les résidences sont Adamaoua et la zone allemande du lac Tchad. Deux autres résidences sont créées en 1913 à Ngaoundéré (Ngaundere en allemand) de la division d'Adamaoua (Adamaua en allemand) et en 1914 à Bamoun (Bamum en allemand), et le protectorat allemand des royaumes de Douala.

## Troupes coloniales

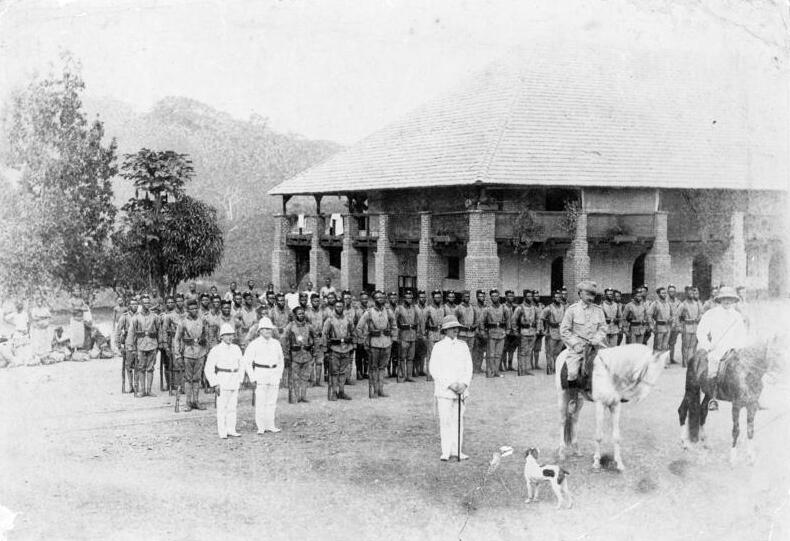
La 5e compagnie d'Ebolowa, au début du XXe siècle.

La défense est constituée en 1900 de quinze officiers allemands et vingt-trois sous-officiers, de deux compagnies d'Askaris de 318 hommes. De plus, 150 policiers indigènes assurent la sécurité. En 1914, le nombre d'Askaris s'élève à 1 500 hommes encadrés par 185 officiers allemands. Les troupes de police paramilitaire (fondée en 1891) comprennent 1 200 hommes et 31 officiers. Une grande partie des troupes est recrutée ailleurs (Liberia, Togoland, Dahomey), mais est dominée par les tribus Ngambi ou Ndou et aussi par des Peuls. Les troupes coloniales augmentent jusqu'à dix mille hommes au cours de la campagne d'Afrique de l'Ouest (Première Guerre mondiale).

## Population
- Kamerun : 2 600 000 habitants
- Neukamerun (ou Nouveau-Cameroun) à partir de 1911 : 2 000 000 habitants environ
- Dont Européens : 
  - 1897 : 253 habitants (dont 181 Allemands)
  - 1912 : 2 000 habitants environ (dont la moitié d'Allemands)

## Le « Kamerun » et la guerre d'indépendance
Comme l'explique l'ouvrage Kamerun ! Une guerre cachée aux origines de la Françafrique (1948-1971), le terme « Kamerun » a été repris par le mouvement nationaliste camerounais, mené par l'UPC, dans les années 1950, notamment après l'interdiction de ce parti en juillet 1955. Les auteurs écrivent dans l'introduction de ce livre que « dans la clandestinité le programme [de l'UPC] — indépendance, réunification, justice sociale — est maintenu. Et s'incarne dans un mot : Kamerun ! Pied de nez aux Français, l'UPC brandit le nom que leurs ennemis héréditaires, les Allemands, avaient donné à ce pays quelques décennies plus tôt, avant son partage entre le Cameroun français et le Cameroon britannique. Pour les Camerounais, le mot devient slogan. Plus qu'un programme, c'est un esprit : celui de la résistance ».